# مواد الأرض
مواد الأرض هو مصطلح عام يشتمل على المعادن والصخور والتربة والمياه. وهي المواد التي تتواجد على الأرض بشكل طبيعي، وتمثل المواد الخام التي يقوم عليها مجتمعنا العالمي. وتعد مواد الأرض موارد ضرورية توفر المكونات الأساسية للحياة والزراعة والصناعة.
كما يمكن أن تشتمل مواد الأرض كذلك على الفلزات والأحجار الكريمة.